# Colonia Eligio Quintanilla
Colonia Eligio Quintanilla är en ort i Mexiko.   Den ligger i kommunen Ciudad Valles och delstaten San Luis Potosí, i den centrala delen av landet, 290 km norr om huvudstaden Mexico City. Colonia Eligio Quintanilla ligger 181 meter över havet och antalet invånare är 120.
Terrängen runt Colonia Eligio Quintanilla är platt åt sydväst, men åt nordost är den kuperad. Runt Colonia Eligio Quintanilla är det ganska tätbefolkat, med 78 invånare per kvadratkilometer. Närmaste större samhälle är Ciudad Valles, 5,9 km sydväst om Colonia Eligio Quintanilla. Omgivningarna runt Colonia Eligio Quintanilla är en mosaik av jordbruksmark och naturlig växtlighet.